# Гаврилов, Анатолий Андреевич
Анатолий Андреевич Гаврилов (15 июня 1919, дер. Кижаны, Владимирская губерния — 10 марта 1996, Долгопрудный, Московская область)— участник советско-финской войны и Великой Отечественной войны. Полный кавалер ордена Славы.

## Биография
Родился 15 июня 1919 в деревне Кижаны (ныне Владимирская область) в крестьянской семье. После получения среднего образования переехал в Москву, где работал слесарем на заводе. В Красной Армии с 1939. В 1939—1940 участвовал в Советско-финской войне. В боях Великой Отечественной войны начал участвовать с июля 1941. 23 июля 1944 во время форсирования реки Великая, под беспрерывным огнём противника соорудил плот и переправил на нём инструменты и боеприпасы. 30 июля 1944 награждён медалью «За отвагу». 27 августа 1944, возле Вазулы (Эстония), поджёг 2 бронемашины противника и уничтожил около 10 солдат. 29 августа уничтожил приблизительно 10 солдат противника. 10 сентября 1944 награждён орденом Славы 3-й степени. 4 февраля 1945 во время боёв за Бриг (Германия (ныне Бжег, Польша) артиллеристы под командованием Гаврилова уничтожили около 60 военнослужащих противника, 2 огнемёта и 2 орудия. 15 февраля 1945 награждён орденом Славы 3-й степени (23 апреля 1976 перенаграждён орденом Славы 1-й степени). 23 мая 1945 награждён орденом Славы 2-й степени. Демобилизовался в октябре 1945.
Работал мастером участка. Умер 20 марта 1996, похоронен на Долгопрудненском кладбище.

## Награды
- Орден Отечественной войны I степени (11 марта 1985);
- Орден Славы I степени (23 апреля 1976 № 1939);
- Орден Славы II степени (23 мая 1945 № 29648);
- Орден Славы III степени (10 сентября 1944 № 164857; 15 февраля 1945 → перенаграждение орденом I степени);
- Медаль «За отвагу» (30 июля 1944);
- ряд других медалей.